# 夕方いちばんプラス1
『夕方いちばんプラス1』（ゆうがたいちばんプラスワン）は、1996年4月1日から2006年3月31日まで福井放送（FBCテレビ）で月曜日 - 金曜日に放送されていたニュース番組である。1996年4月1日に福井県内の民放初のワイド番組としてスタートした。2006年3月31日放送終了。

## 番組の歴史
夕方いちばんプラス1放送前は『情報フロント530』（後の『情報フロント』や『早出しプラス1』）。この番組のルーツは『木曜トレイン』・『土曜トレイン』にあり、かなりの歴史があると言える。
- 1995年 金曜夕方に『情報フロント530』放送開始。
- 1996年4月1日 番組放送開始。
  - スタート時刻は17時25分。5時台は17時30分から数分間東京からネットを受けてローカルに入る形に。
- 1999年（平成11年）11月11日 FBC本局のチャンネルである11が並んだので特別番組を放送。
- 2000年4月 開始時刻を16時54分に繰り上げ。
- 2001年6月8日 板垣旧社屋での放送を終了。
- 2001年6月11日 大和田新社屋のスタジオからの放送開始。
- 2002年4月5日 『夕方いちばんプラス1 FRIDAY』放送開始。
- 2006年3月30日 月曜 - 木曜版の放送を終了。
- 2006年3月31日 金曜版放送終了。『夕方いちばんプラス1』最終回。

## 番組終了時点の出演者

### 月曜 - 木曜
17時台
- 川島秀成
- 大島さやか
- 夕刊マン - 福井駅改札コンコース中継担当。

18時台
- 森本茂樹
- 遠藤真奈見

### プラス1フライデー
- 粕谷康太郎
- 鈴木沙和子
- 榎ちひろ - 「お願い! 金曜スーパーマン」担当。
- 山田恵梨子 - 「店店リレー・High&Low」担当。

### 天気予報
- 江守美穂 - 月曜から金曜の福井駅前コンコース中継も担当。
- うえざえもん - 福井駅前にいるお天気マシン。お天気のお知らせだけではなく、お別れのご挨拶もできる。2006年からはあまり出なくなった。

### アシスタント
- つっちー - 次番組『Newsリアルタイムふくい』で中継を担当するための研修期間として、2006年2月ごろから番組終了までアシスタントを務めていた。

## かつての出演者
- 井上ますみ - 番組開始当初のニュース担当（1996年4月 - 2001年3月）。
- 野田美佳子 - ニュースの2代目女性キャスター。その前には駅前中継も担当していた。
- 清水章子 - 駅前中継・17時台司会担当。
- 谷口祥代 - プラス1フライデー司会。
- 田中みゆき - プラス1フライデー司会。「みゆきのお店でポン！」担当。
- 中村朱里 - 金曜の駅前中継担当。
- 白石憲浩 - 気象予報士。金曜の駅前中継担当。

## タイムテーブル
詳しい内容は後述の「主なコーナー」を参照されたい。‐斜体‐は日本テレビからのネットを示す。

### 月曜日 - 木曜日
- 16:54 オープニング
- 16:55 県内ニュース
- 16:58 み〜つけたエリア拡大
- 17:02 いちばん情報
- 17:08 曜日変わり企画
  - この間のCMは必ず福井新聞社「福井生活スポット」
- 17:15 リカ理科ビーム
- 17:18 11リポートYES・NO
- 17:20 いちばんセレクション
- 17:25 天気予報（月曜日には「最新最強今週の天気」）
- 17:31 いちばん体操HYPER
- 17:38 メルスタいちばん（3/30[いつ?]に最終回）
- 17:42 店店リレー・High&Low
- 17:48 みんなの伝言板
- 17:50 ‐NNNニュースプラス1‐
- 18:17 県内のニュース
- 18:18 トップニュース
- 18:20 特集（休みの場合引き続きニュース）
- 18:25 引き続き、ニュース
- 18:36 ‐エンタメスポーツ‐
- 18:39 NEWSFlash
- 18:45 江守さんのお天気
- 18:51 駅前からhappybirthday
- 18:54 エンディング ※ここでスタジオからの放送は終了
- 18:55 江守さんから一言コメント

### プラス1フライデー
- 16:54 オープニング・トーク
- 16:55 県内ニュース
- 17:04 お願い金曜スーパーマン（第一部）
- 17:08 FRIDAYいちばんセレクション
- 17:10 フライデーMINIキネマ
- 17:15 週末おでかけガイド
- 17:20 週末天気をズバリ!
- 17:25 家族の笑顔
- 17:28 スーパーマンインフォ
- 17:31 奥越の語べバクさんの特集コーナー
- 17:35 日本まんなか直送便
- 17:42 店店リレー・High&Low FRIDAY（総集編）
- 17:46 みんなの伝言板
- 17:48 17時台エンディング&今週のペット君・スーパーマンインフォ
- 17:50 ‐NNNニュースプラス1‐
- 18:17 18時台オープニング
- 18:18 お願い金曜スーパーマン（第二部）
- 18:29 フライデーいちばん
- 18:32 お助け隊コータロー参上
- 18:39 最新県内ニュース
- 18:45 江守さんの週末お天気
- 18:51 駅前からhappybirthday
- 18:53 FBC週末番組のお勧め
- 18:54 エンディング ※スタジオからの放送終了
- 18:55 江守さんから一言コメント

特別番組などで終了が早くなる場合には、18時台のコーナーのほとんどがカットされる場合があった。
- 18:10 オープニング・お願い金曜スーパーマン
- 18:15 きょうのニュース
- 18:20 お天気
- 18:25 駅前からハッピーバースディ
- 18:27 終了

スペシャル番組が1時間以上のときには、時折『NNNニュースプラス1』の開始時刻が17:25 - になることがあった。

## 番組終了時の主なコーナー
月曜日 - 木曜日
- プリズムでみ〜つけた! - プリズム福井（現・くるふ福井駅）に関する情報。
- いちばん情報 - 日替わりの特集コーナー。「部活の細道」「福井漬け物紀行」「社食の細道」などを放送する。
- リカ理科ビーム - 白衣を着た夕刊マンが理科の実験をするコーナー。
- 11リポートYES?NO? - 11チャンネルにちなみ、駅前で11人にテーマについてYESかNOかと理由をパネルに書いてもらい、紹介するコーナー。「心の叫び」を毎回選ぶ。夕刊を紹介したボードの裏に張り、紹介していたが、2006年から譜面台に置いて紹介するようになった。
- いちばん体操HYPER - コンセプトは「畳一畳でできる体操」。体によい食べ物も紹介する。インストラクターが毎回登場する。
- メルスタいちばん - 視聴者が写真を電子メールで送信し、それを紹介。
- 店店リレー・High&Low - ロケものの企画。
- 最新最強今週の天気 - 毎週月曜日にある、weathernewsによる天気情報。アナウンサーとの対話形式。
- 壱番亭 - 川島秀成、大島さやかが担当する料理コーナー。1階のテレビスタジオで収録。不定期放送。
- 口コミうまいもん - 18時台のコーナー。文字通り、美味しいお店を紹介するもの。不定期放送。

プラス1フライデー
- フライデーMINIキネマ - 金曜のみ。週末公開の映画を紹介する。水野晴郎がゲスト出演したこともある。
- お願い!金曜スーパーマン - 金曜のみ。えのきんが、県内のスーパーで視聴者に成り代わって1万円分のお買い物をするコーナー。最終回のみ1万円を超えたが、そのままプレゼントした。
- 日本まんなか直送便
- 週末お出かけ情報
- バクがゆく

共通
- ほくでん天気情報 - 北陸電力提供の天気情報。福井駅からの中継。
- 駅前からHappy birthday! - 毎日、その日が誕生日の人を駅前でお祝いする企画。月曜日から木曜日と金曜日とでは、画面に表示されるフレームが違う。

## 終了したコーナー
- 夕刊ひろい読み - 夕刊ビーム（殺傷能力は皆無）も繰り出される。ただ、福井には夕刊が無いので、駅売りの夕刊フジ・日刊ゲンダイのものを紹介する。
- お土産のコーナー - 夕刊が休みの日の代替措置。文字通りお土産を紹介する。
- AKKOのおまかせ料理 → 壱番亭
- 社食の細道

## 番組構成
17時25分から数分間と17時50分 - 18時17分には、日テレ発の全国ニュース『NNNニュースプラス1』を放送。事件事故などの特別な事情があるときにはこの限りではない。